# الحصون المصرية القديمة في النوبة

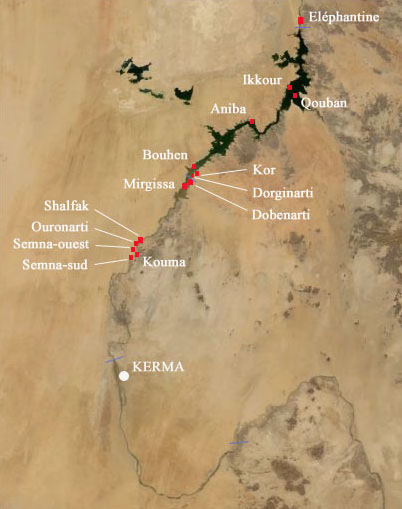
مواقع الحصون المصرية في النوبة

الحصون المصرية القديمة في النوبة هي الحصون التي تم بناءها من قبل مصر القديمة في النوبة (جنوب مصر وشمال السودان) عقب التوسع المصري في النوبة بشمال السودان خلال عهد الأسرة الثانية عشر من المملكة المصرية الوسطى. تم بناء هذه الحصون بشكل رئيسي خلال عهد الملك المصري سنوسرت الثالث، وأعيد بناؤها وتوسيعها خلال عصر الإمبراطورية المصرية. كان هناك سبعة عشر حصنًا، ولكن تم تحديد أربعة عشر منها فقط. هذه الحصون، بخلاف تلك الموجودة في الواحات المصرية وتلك الموجودة في طريق حورس، هي الأمثلة الوحيدة من هذا النوع في فن العمارة في مصر القديمة. تسبب بناء السد العالي وحجز مياه بحيرة ناصر خلفه في غرق معظم تلك الحصون تحت مياه بحيرة ناصر.

## تقليد عسكري
تعود أصول التحصين في مصر إلى بناء الأسوار حول المدن المتاخمة لوادي النيل مثل منف. بعد توحيد مصر العليا والسفلى، كان على المصريين القدماء حماية أنفسهم من هجمات الشعوب المجاورة من خلال تزويد حدودهم بشبكة مهمة من الحصون والحدود وهي الصحراء الغربية وشبه جزيرة سيناء وساحل البحر الأبيض المتوسط وأخيراً الحدود الفاصلة بين النوبة ومصر. تم تنفيذ برنامج تحصين مكثف خلال عصر الدولة الوسطى وبشكل أكثر تحديدًا في عهد الأسرة الثانية عشرة. وصل هذا ذروته تحت حكم سنوسرت الثالث.
تم التخلي عن الحصون المصرية في النوبة خلال الفترة الانتقالية الثانية، وأعيد تأهيلهم خلال الإمبراطورية المصرية. يمثل حصن بوهين تحفة العمارة العسكرية المصرية.

## تاريخ
أجبر ظهور الكيانات السياسية على الحدود الجنوبية في النوبة، مثل مملكة كرمة، مصر على بناء أو توسيع عدة حصون تقع بين الشلالين الأول والثاني وإرسال القوات المصرية لغزو مساحات أكبر من النوبة. كانت الواردات النوبية ذات أهمية كبيرة للطبقات العليا في مصر، حيث استقبلت البضائع مثل الذهب والعاج والأحجار عالية الجودة من المحاجر وجلود الحيوانات من الجنوب. لضمان وصول هذه البضائع وتهدئة الحدود، كانت هناك عدة توغلات مصرية في أراضي النوبة، والتي تم تسجيلها في العديد من النقوش على الحدود الجنوبية وفي بناء وتحسين الحصون المصرية في النوبة بقيادة سنوسرت الأول وسنوسرت الثالث.
قام سنوسرت الثالث بتجديد قناة الشلال الأول، في منطقة أسوان الحالية، ووضع في سمنة لوحة حدودية تمنع دخول النوبيين الذين لم يأتوا للتجارة، إلى البلاد.
بصرف النظر عن الوظيفة العسكرية، كانت الحصون المصرية في النوبة في الدولة الوسطى أيضًا بمثابة مركز تخزين وتوزيع للمواد المختلفة، مثل الكتل الحجرية التي تم قطعها في المحاجر في المنطقة، والتي تم استخدامها لبناء الأهرامات المصرية، والبضائع الثمينة مثل الذهب، والتي يجب أن تظل آمنة. بالإضافة إلى ذلك، أرادوا أيضًا ضمان إمدادات المياه والسيطرة على المناطق التي تم فتحها حديثًا، لكل هذه الأسباب قاموا أيضًا بتنفيذ الأعمال اللازمة لجعل هذا الجزء من نهر النيل صالحًا للملاحة حتى سمنة بين الشلال الأول والثاني.
في الجزء الخلفي من الرامسيوم (غرب طيبة)، تحت مخازن المعبد، عثر فلندرز بيتري وجيمس إدوارد كويبل في عام 1896 على مقبرة من عصر الدولة الوسطى تحتوي على عدد من البرديات، بما في ذلك الرامسيوم، التي تتحدث عن قائمة 14 حصون. كانت هذه الحصون تقع بين شمال السودان الحالي وجنوب مصر (النوبة).

## سمات الحصون

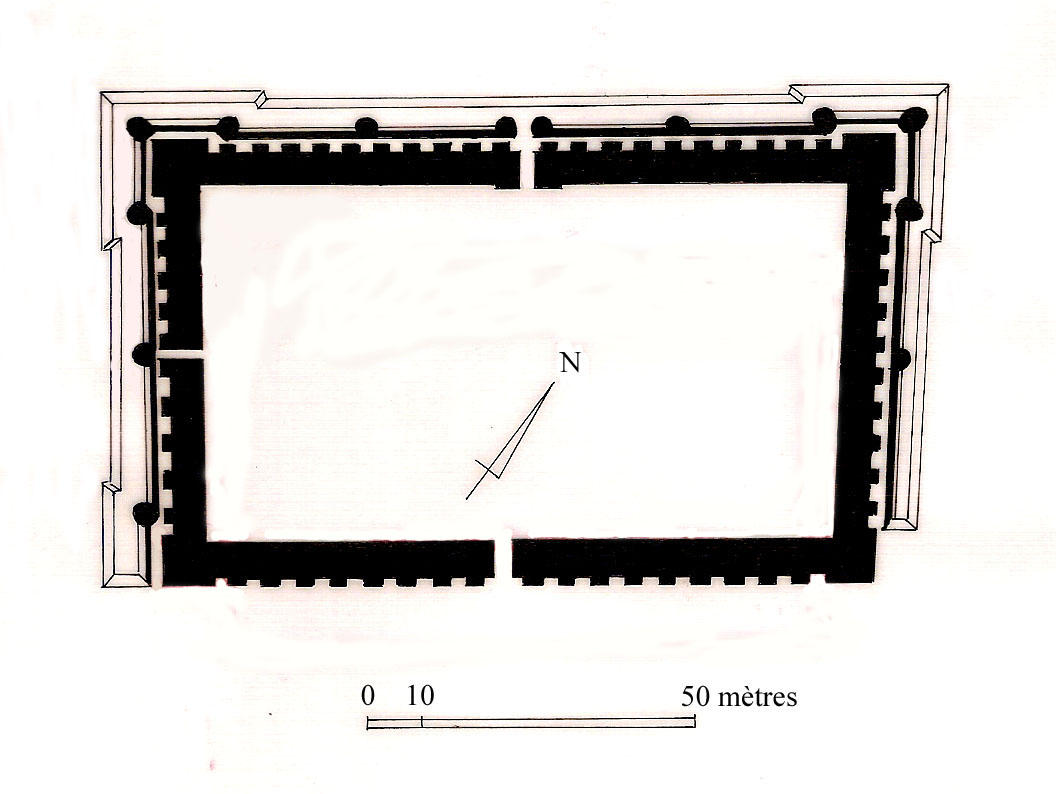
مخطط نموذجي لحصن عنيبة

كان لهذه الحصون خنادق واسعة مشتركة، وفرضت جدرانًا مدببة ومجهزة بثغرات ومدعومة بسطح أملس والقلاع في الزوايا، وأحيانًا على الواجهة أيضًا. يتم إعطاء مثال نموذجي في عنيبة. تم العثور على المخطط المستطيل، مع استثناءات قليلة، في جميع الحصون. تم مضاعفة الجدار الأول في بعض الأحيان بواسطة حاوية ثانية كما في بوهين وميرجيسا.

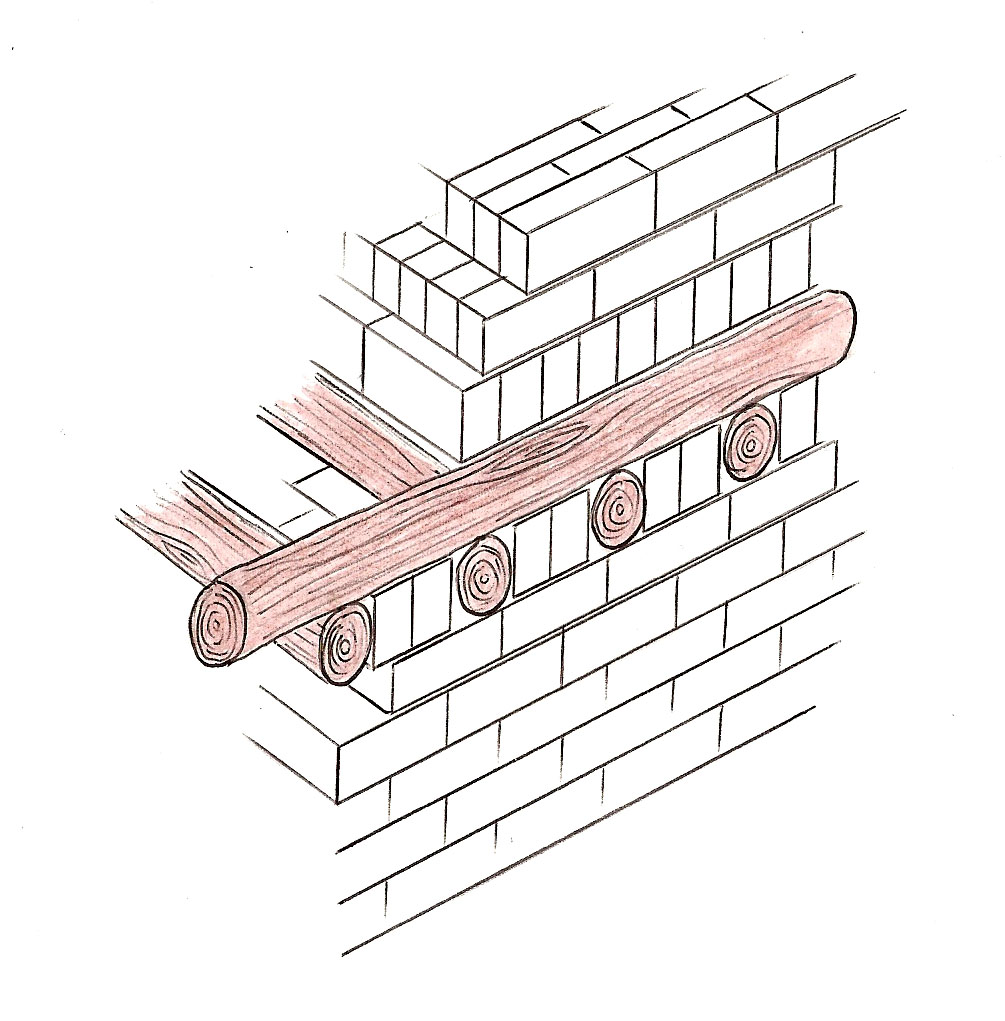
بناء معزز لحصن

موقع الحصون، بالإضافة إلى الأسباب الاقتصادية (القرب من منجم أو مقلع)، أخذ في الاعتبار طوبولوجيا الأرض وتكوين النهر. كانت شلالات النيل معارضة للمهاجمين عقبة واضحة. تم تعزيز هذا الحاجز الطبيعي بالحصون الموضوعة على كل ضفة من النهر وكذلك على الجزر الصخرية. ثم كان على الجدران أن تتبع مخالفات التضاريس.

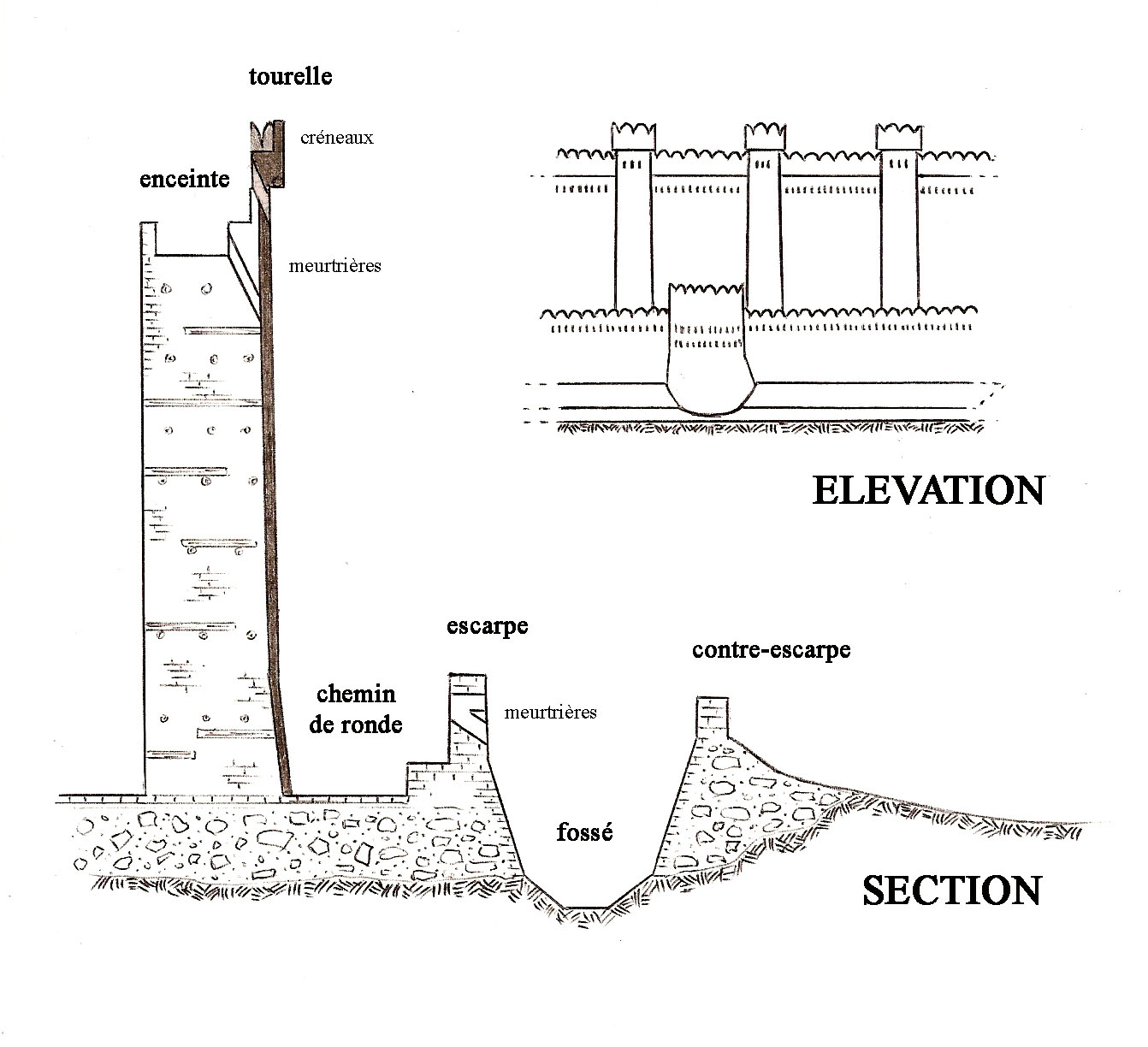
تحصين قلعة

كانت تتكون من 37 × 18 × 12 سم من الآجر الموضوعة في مسارات أفقية، ومربوطة ببعضها البعض بواسطة ملاط ترابي. كان الجدار من الداخل مغطى بإطار خشبي لتعزيز الهيكل. وهكذا قام المصريون بتكوين بناء مسلح قادر على مقاومة كل محاولات التدمير. قدر عالم المصريات والتر إيمري عدد الطوب اللازم لبناء قلعة بوهين بنحو 13300000.

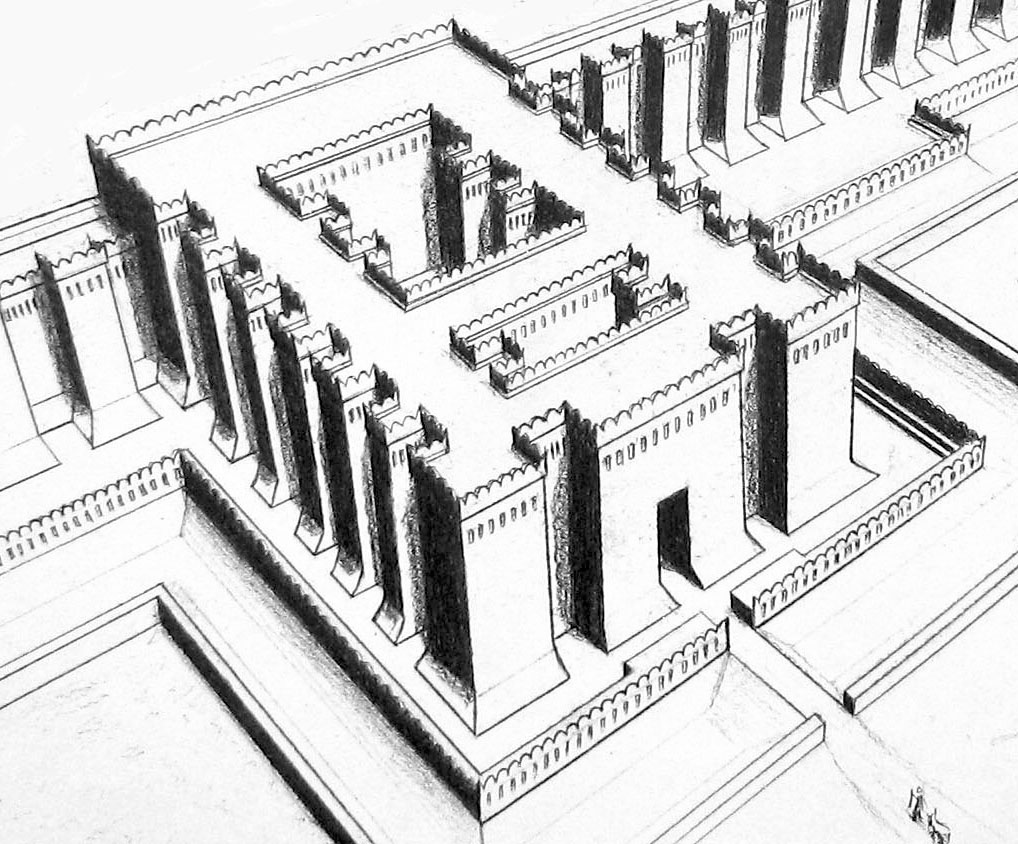
بوابة حصن بوهين

قبل محاولة تسلق الجدران المهيبة، كان على المهاجم عبور الجدار الأول (الكاونترسكارب)، وعبور خندق ومواجهة ثغرات المنحدر التي يمكن للرماة من خلالها إطلاق سهامهم. وإذا تمكنوا من عبور هذا العائق الثاني، وجدوا أنفسهم تحت رحمة الرماة الموجودين أعلى الجدران أو المعلقين على الأبراج. ومن هذه الأبراج، يمكنهم إلقاء أحمال ثقيلة عبر الأسوار.
لاحظ أن الثغرات تم تصميمها وتباعدها بطريقة تجعل رامي السهام المصري لا يعاني من أي بقعة عمياء. تحتوي كل محطة على ثلاث زوايا مختلفة من النار أفقياً وزاويتان مختلفتان عمودياً تقدم ما مجموعه ست زوايا تصويب.
توفر بوابتان محصنتان الوصول إلى داخل الحصن. لم يترك تصميمهم أي فرصة لأية محاولة للتطفل.
جمعت مدن الحصون ما هو مطلوب لجيش صغير وثكنة ومخازن وورش عمل ومستودع أسلحة ومساكن ومعبد. تم جلب معظم الطعام من مصر عن طريق النهر. يبلغ متوسط عدد سكان كل حصن 200 فرد، لكن حصن بوهين يمكن أن تصل إلى 1500.

## غرق الحصون
بسبب بناء السد العالي في أسوان وغمر المنطقة تحت مياه بحيرة ناصر خلال الستينيات، تم إجراء الحفريات كجزء من الحملة النوبية الدولية، تحت رعايةاليونسكو. كان أبرزها تلك التي أخرجها والتر إيمري في بوهين وتلك التي أخرجها جان فيركوتير لميرجيسا. استمرت حملة التنقيب قرابة ثلاث سنوات، وتقع معظم هذه الحصون في قاع بحيرة ناصر.
اكتشف العالم ديريك ويلسبي من المتحف البريطاني حوالي عام 2004 أن أورونارتي وشلفاك، وهما اثنتان من الحصون المصرية في النوبة التي كانت تقع في المرتفعات، قد نجت بشكل مفاجئ من البحيرة. في عام 2012، بدأ اثنان من المتخصصين، لوريل بيستوك من جامعة براون وكريستيان نوبلوش من جامعة فيينا حملة تنقيب في أورونارتي. تشير النتائج الأولى إلى أن المستوطنات في ذلك الوقت في المنطقة لم تكن داخل الحصن فقط. كما تم العثور على بقايا جدار دفنت بواسطة البحيرة الاصطناعية، ولكن لا يزال من الممكن دراستها.

## قائمة الحصون
| قلعة       | الاسم المصري القديم    | ترجمة                         | مدير الحفريات              |
| ---------- | ---------------------- | ----------------------------- | -------------------------- |
| إلفنتين    | أبو                    |                               | ألمانيا                    |
| كوبان      | باكي                   |                               | إيطاليا                    |
| عنيبة      | ميام                   |                               | مصر / ألمانيا              |
| سيرا الشرق | رئيس مدجاي             | من يطرد مدجاي.                | الولايات المتحدة الأمريكية |
| سيرا الغرب |                        |                               | الدول الاسكدنافية          |
| فرس        | إنق تاوي               | التي توحد البلدين             | بولندا                     |
| بوهين      | بوهين                  |                               | بريطانيا العظمى            |
| دورجيناتي  |                        |                               | الولايات المتحدة الأمريكية |
| كور        |                        |                               |                            |
| دابينارتي  |                        |                               | الولايات المتحدة الأمريكية |
| ميرجيسا    | إيكن                   |                               | فرنسا                      |
| أسكوت      | جر سيتو                | الذي يطرد سيتو                | الولايات المتحدة الأمريكية |
| شلفاك      | واف تشاستيو            | من يخضع الأجانب               | الولايات المتحدة الأمريكية |
| أورونارتي  | رئيس إيونتيو           | الذي يطرد إيونتيو.            | الولايات المتحدة الأمريكية |
| قمنة       | إيتنو بيدجوت           | من يقاوم شعوب اللدود          | الولايات المتحدة الأمريكية |
| سمنة       | سيخم تشا كاو رع ماشيرو | الأقوياء هو تشا كاو رع المبرر | الولايات المتحدة الأمريكية |
| جنوب سمنة  | در سيتو                | الذي يطرد النوبيين            | الولايات المتحدة الأمريكية |